# Rumèlia

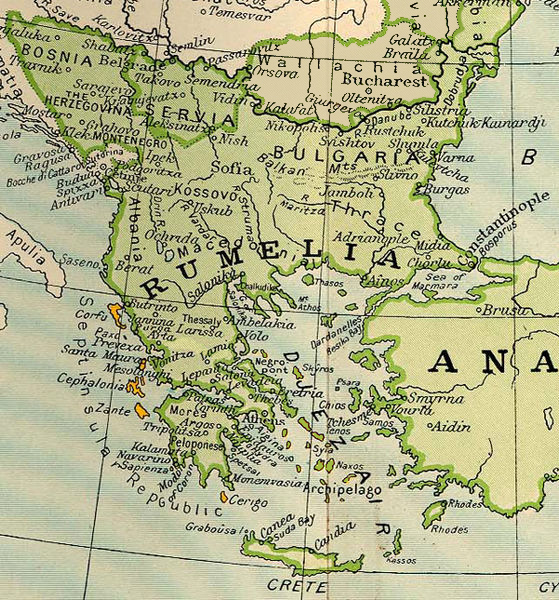
Rumèlia, mapa de 1801

Rumèlia (del turc: Rumeli, 'terra dels rūm'; grec: Ρούμελη, Rúmeli; búlgar: Румелия, Rumèlia), variació turca (derivat de Rüm-ili), fou una província otomana de la península Balcànica, que comprenia territoris dels actuals estats d'Albània, Bulgària, Grècia, Macedònia del Nord, Moldàvia, Romania (especialment la Valàquia, el Banat i la Dobrudja), Sèrbia, i el que avui resta de Turquia a Europa.
En un sentit més restringit la província es trobava al centre de les províncies romanes i romanes d'Orient de Tràcia i Macedònia.En el seu sentit més ampli, s'utilitzava per referir-se a totes les possessions i vassalls otomans a Europa. Aquests més tard serien classificats geopolíticament com "els Balcans", encara que Hongria, Moldàvia i Eslovàquia sovint hi estan excloses.

## Història
El primer establiment turc als Balcans foren els seguidors d'Izz ad-Din Kaykaus II, que s'hi van refugiar el 1264 establint-se a la Dobrudja, dirigits per Sari Saltuk Baba. En la segona meitat del segle xiii Berke Khan i després Nogai Khan van posar sota la seva protecció els turcs de la Dobrudja. Nogai va tenir quarter general a Sakji o Isakji, a la vora del Danubi i Sari Saltuk va exercir influència sobre ell. Tukal Bugha, fill de Nogai, va governar a Sakji en nom del seu pare Tokhtu Khan, de l'Horda d'Or. A la mort de Txaga (alternativament Chaka, Chagha, Chuke, Čeke, i altres, en búlgar, Чака, grec Tzakas), fill de Nogai, els búlgars van atacar els turcs de la Dobrudja i molts van tornar a Anatòlia (vers 1307-1311). Els turcs de la Dobrudja es van fer cristians i els cumans cristians es van establir al despotat de la Dobrudja abans del 1365, manats per Balik i Dobrotic (que eren germans), amb capital a Kalliakra i més tard a Varna.
Al segle xiv els emirs d'Aydın i Sarukhan van fer incursions a Rumèlia, en les quals va destacar el ghazi Umur Bey (+ 1348). Després les incursions foren dels otomans. A la mort d'Esteve Dušan de Sèrbia, el sultà Orhan es va casar amb Teodora i es va aliar al pare d'aquesta, Joan VI Cantacuzè, i el va ajudar en la guerra civil romana d'Orient del 1341-1347 (mentre serbis i búlgars donaven suport a Joan V Paleòleg). Suleyman, fill d'Orkhan, va derrotar serbis i búlgars (tardor del 1352) i els otomans es van poder establir a Rumèlia, on operaven els ghazis, però els otomans no tenien possessions. Els otomans van dominar llavors Tsympe (Djimbi), Aya Xiline (Aya Xilonya), Odkoklek i Eksamilye. Més tard va seguir Gal·lípoli (1354), les muralles de la qual havien estat destruïdes per un terratrèmol. El mateix va fer Suleyman amb altres viles a Tràcia, de les quals les muralles havien estat enderrocades pel moviment sísmic. Aquest establiment dels otomans a la zona va forçar l'abdicació de Joan V, considerat responsable. Suleyman va establir la sobirania otomana a Migalkara (Malkara), İpsala, Vize, Tekfur Dağı, Seyyid-Kavaği, Bolayır i Gelibolu (Gal·lípoli) i era de facto el beglerbegi de Gelibolu.
Es van establir tres udj (posicions militars) per avançar en tres direccions i a la zona de l'esquerra es van destacar els ghazis Hajji Ilbeyi i Evrenos Bey. A la mort d'Orkhan moltes possessions es van perdre, però després l'avanç va continuar: es van formar els sandjaks de Rumèlia oriental, Rumèlia central i Rumèlia occidental. Es va formar llavors el beglerbeylik de Rumèlia amb capital primer a Edirne i després a Sofia. A les zones conquerides s'aplicava la política de l'istimalet (conciliació), que volia atreure els pobles sotmesos. En temps de Murat II i Mehmet II alguns cristians van adquirir la condició de sipahis i van rebre timars. Van sorgir també una senyors feudals anomenats tekfurs.
La colonització turca començada al segle xiv es va ampliar al segle xv durant la conquesta d'Anatòlia per Tamerlà. Edirne va esdevenir capital de l'imperi. La població turca es va ampliar molt al segle xvi i el 1535 Rumèlia tenia uns cinc milions d'habitants. Els territoris conquerits durant el segle xv havien estat annexionats i Rumèlia va quedar formada per les regions al sud del Danubi (des de 1484 s'hi van incorporar Ak Kerman i Kilia). El 1541 se'n van segregar el beglerbeylik de Budin i el de Bòsnia.
El 1475 el formaven 17 sandjaks: Istanbul, Gelibolu, Edirne, Nigbolu, Vidin, Sofia, Sèrbia I o Laz-Ili, Sèrbia II o Despot-Ili, Vàrdar, Uskup, Arnawut-Ili I, Arnawut-Ili II, Bòsnia I, Bòsnia II, Arta-Zituni-Atenes, Mora i Manastir. Després se'n van afegir d'altres: Sandjak del Paixà, Semèndria, Hersek, Silistra, Okhri, Awlonya, İskenderiye, Yanya, Kostendil, Inebakhti, Tirhala, Aladja-Hisar, Vulçetrin, Kefe, Prizren, Karli-Ili, Eghriboz, Çirmen, Vize, Izvornik, Flórina, Ilbasan, Çingene, Midilli, Kara Dagh (nom otomà de Montenegro), Kirk-Kilise i Voynuk; el 1534 hi apareix afegit Selanik, però desapareixen Sofia, Inebakhti i Flórina.
En els segles següents la divisió administrativa va patir grans canvis. El 1847 es van crear quatre eyalats: Uskub, Bosna, Yanya i Selanik, i l'eyalat de Rumèlia va quedar format només pels sandjaks d'Iskenderiyye, Okhri i Kesriye, amb Monastir com a capital. El 1864 es va crear el vilayat de Tuna o Danubi, amb els sandjaks de Vidin, Rusçuk, Tulça, Sofia, Tirnova, Niš i Varna. Es van formar els vilayats de Bosna, Ixkodra, Iania, Selanik i Edirne i Rumèlia va passar a ser un nom geogràfic. L'any 1878, i a causa de les condicions del congrés de Berlín, una part de Rumèlia va passar a integrar-se a Bulgària mentre que Rumèlia oriental restava sota el domini turc. El 1885, Bulgària es va annexionar Rumèlia oriental, excepte la Tràcia oriental (foren unificades oficialment el 1908). Després de la secessió de Bulgària el 1894, Rumèlia va quedar repartida entre el vilayats de Selanik, Edirne, Kosova, Iania, Ixkodra i Monastir o Manastir.
En l'actualitat els turcs otomans solen donar el nom de Rumèlia a la Tràcia oriental (províncies d'Edirne (Adrianòpolis), Kırklareli, Tekirdağ i la part occidental de la província d'Istanbul (Constantinoble)). Tanmateix, "Rumeli" és gairebé sempre usada en contexts històrics, i el nom modern turc per a la regió és Trakya (Tràcia). A Grècia, el terme Ρούμελη (Rumeli) es fa servir des de temps otomans per a referir-se a Grècia central, especialment quan es juxtaposa amb Μωριάς (Morias), des que Grècia central va romandre sota control otomà alguns anys després que el Despotat de Morea esdevingués independent.

## Administració
El primer beylerbey de Rumèlia fou Lala Xahin Paixà, que fou tutor (lala) de Murad I. Va establir la seu de l'administració a Filípopolis el 1362. El 1382 la capital de Rumèlia fou traslladada a Sofia.
- Şahabettin Paixà (Sa'd ed-din Paixà) (1436)
- Kasim Paixà (1443)
- Sokollu Mehmet Paşa (1551-1555)
- Pertev Paşa (1555-?)
- Yeğen Paixà (segle xvii)
- Alí Paixà Tepedelenli (1741-1822)
- Georgantzoglu Paşa (1905)